# سومت (حاسوب فائق)
سومت (summit) أو (OLCF-4) هو حاسوب فائق طوَّرته آي بي إم ليُستخدم في مختبر أوك ردج الوطني.
في نوفمبر عام 2018 كان أسرع الحواسيب في العالم بقدرة مئتي فلوبس. ، أداؤه الحالي المُقاس عبر أداة LINPACK benchmark يصل إلى 148.6 بيتافلوبس.
في نوفمبر 2018 الحاسوب الفائق كان أيضاً ثالث أكثر الحواسيب الفائقة في كفائة الطاقة بمعدل 14.668 جيجافلوبس لكل وات.
سَمِتْ هو أيضا أول حاسوب فائق يصل إلى إكسا عملية في الثانية كسرعة، مُحققا 1.88 إكسااوب خلال تحليل جينيّ ومن المتوقع أن يصل إلى 3.3 إكسااوب باستخدام الحسابات مختلطة الدقة.

## التاريخ
منحت وزارة الطاقة في الولايات المتحدة عقدًا بقيمة 325 مليون دولار في نوفمبر 2014 لشركة IBM وNvidia و Mellanox . أسفر الجهد المبذول في بناء سَمِت وسييرا. تتمثل مهمة سَمِت في البحث العلمي المدني ويقع في مختبر أوك ريدج الوطني في ولاية تينيسي. تم تصميم سييرا لمحاكاة الأسلحة النووية ويقع في مختبر لورنس ليفرمور الوطني في كاليفورنيا. يقدر أن سَمِت يغطي مساحة ملعبين لكرة السلة ويتطلب 136 ميلًا من الكابلات. سيستخدم الباحثون سَمِت في مجالات متنوعة مثل علم الكونيات والطب وعلم المناخ.
في عام 2015، تضمن المشروع المسمى Collaboration of Oak Ridge و Argonne و Lawrence Livermore (CORAL) كمبيوتر عملاق ثالث يدعى أورورا، وكان من المخطط تثبيته في مختبر Argonne الوطني. بحلول عام 2018، أعيد تصميم أورورا مع الانتهاء المتوقع في عام 2021 كمشروع الحوسبة exascale جنبا إلى جنب مع فرونتير وإل كابيتان ليتم الانتهاء بعد ذلك بوقت قصير.

## التصميم
كل واحدة من وحداته البالغ عددها 4608 (9,216 وحدة المعالجة المركزية من نوع IBM POWER9 و 27,648 وحدة معالجة الرسومات من نوع Nvidia Tesla ) لديها أكثر من 600   غيغابايت من الذاكرة المتماسكة (6 × 16 =96 غيغا بايت من نوع HBM 2 بالإضافة إلى 2×8×32 = 512 غيغا بايت من نوعدي دي آر 4 إس دي رام) والتي يمكن الوصول إليها من قبل جميع وحدات المعالجة المركزية ووحدات معالجة الرسومات بالإضافة إلى 800   غيغابايت من ذاكرة الوصول العشوائي غير المتطايرة التي يمكن استخدامها كburst buffer أو كذاكرة موسعة. ترتبط وحدات المعالجة المركزية POWER9 ووحدات معالجة الرسومات Volta برابط NVLink عالي السرعة من Nvidia . هذا يسمح بوجود نموذج الحوسبة غير المتجانسة. لتوفير معدل عالٍ من إنتاجية البيانات، سيتم توصيل العقد في طوبولوجيا شجرة الدهون غير المحجوبة باستخدام ربط Mellanox EDR InfiniBand ثنائي المسارات لكلا التخزين وحركة مرور الاتصالات بين العمليات التي تقدٍّم 200 جيجابت / ثانية كنطاق ترددي بين العقد وداخل الشبكة لتسريع الحوسبة لأطر الاتصالات مثل MPI و SHMEM / PGAS .

## روابط خارجية
- فيديو الفاصل الزمني لقمة البناء